# Louis-Camus Destouches
Pour les articles homonymes, voir Destouches.
Louis-Camus Destouches, né en 1667, mort à Paris le 11 mars 1726, est un militaire français, général d'artillerie. Homme de confiance du duc d’Arenberg, il pourvut à l'éducation de Jean le Rond d'Alembert, qui le regardait comme son père naturel.

## Biographie
Fils de Jacques Camus Destouches (écuyer, conseiller du roi, contrôleur général de l’artillerie, frère de (Le) Camus de Beaulieu qui lui succède au contrôle général de l'artillerie), frère de Joseph (1662-1713, contrôleur général de l'artillerie après son oncle) et de Michel Camus-Destouches (1668-1731, aussi contrôleur général de l'artillerie et colonel du régiment d'infanterie Destouches), Louis-Camus Destouches accomplit une carrière militaire assez brillante dans l’artillerie, ce qui lui valut le surnom de « Canon », et le fit appeler « Destouches-Canon ». Chevalier de l’ordre de Saint-Lazare depuis 1690, il devint chevalier de l’ordre royal et militaire de Saint-Louis en 1720, puis commandeur en 1725. Il fut capitaine général du régiment Royal-Bombardiers, lieutenant général de l’artillerie de France et maréchal des camps et armées du roi, et directeur général des écoles et instructions des bataillons du régiment Royal artillerie.
Homme de confiance du duc d’Arenberg, il s’occupa du jeune Jean le Rond d'Alembert (1717-1783), fils illégitime de Claudine Guérin de Tencin et, très probablement, du duc, qu’il fit placer chez une nourrice et à qui il laissera à sa mort une rente annuelle de 1 200 livres ; le bénéficiaire de cette rente était désigné sous le nom de Jean d'Aremberg, et après la mort de Louis en 1726, elle fut servie par son frère cadet Michel — très proche de son frère, ils avaient vécu ensemble à l'Arsenal — puis la veuve de ce dernier, Jeanne Mirey, disparue après d'Alembert,,.
Fénelon, dans une lettre qu'il lui écrit en avril 1714, en brosse le portrait suivant : 

« Pourquoi ce vieil évêque aime-t-il tant un homme si profane ? La vérité est que je trouve deux hommes en vous ; vous êtes double comme Sosie, sans aucune duplicité pour la finesse ; d'un côté vous êtes mauvais pour vous-même, de l'autre vous êtes vrai, noble, tout à vos amis. Je finis par un acte de protestation tiré de votre ami Pline le Jeune : Neque enim amore decipior. »

Beaucoup plus tard, Sainte-Beuve publiera, dans le second volume de ses Causeries du Lundi, une suite de lettres familières adressées, lors de leur rencontre, par Fénelon au chevalier Destouches, lettres formant, selon leur éditeur, la « plus intéressante partie [de ce] volume » : « Destouches, alors âgé de quarante-trois ans servait dans l’artillerie et avec distinction ; il était homme d’esprit, cultivé et goûtait fort Virgile. Avec cela il était dissipé, adonné aux plaisirs. »